# سید عبدالرحیم موسوی
سید عبدالرحیم موسوی (زادهٔ ۱۳۳۹) سرلشکر ارتش جمهوری اسلامی ایران است که از ۲۳ خرداد ۱۴۰۴ به‌عنوان چهارمین رئیس ستاد کل نیروهای مسلح جمهوری اسلامی ایران فعالیت می‌کند. وی در فاصله سال‌های ۱۳۹۶ تا ۱۴۰۴ چهارمین فرمانده کل ارتش جمهوری اسلامی ایران بود.
موسوی دانش‌آموخته دکتری مدیریت دفاعی از دانشگاه عالی دفاع ملی و آموزش‌دیده دانشکده افسری نیروی زمینی ارتش است. وی فعالیت نظامی را از سال ۱۳۵۸ در نیروی زمینی ارتش آغاز کرد و در طول جنگ ایران و عراق به‌عنوان یکی از اعضای ارتش در رسته توپخانه حضور داشت.
او از ۱۳۸۰ تا ۱۳۸۴ فرماندهی دانشگاه افسری امام علی را برعهده داشت، از ۱۳۸۴ تا ۱۳۸۷ رئیس ستاد مشترک ارتش بود، در فاصله سال‌های ۱۳۸۷ تا ۱۳۹۵ به‌عنوان جانشین فرمانده کل ارتش فعالیت می‌کرد و از ۱۳۹۵ تا ۱۳۹۶ جانشین رئیس ستاد کل نیروهای مسلح بود.

## زندگی و تحصیلات
سید عبدالرحیم موسوی در سال ۱۳۳۹ در شهر قم زاده شد. پدرش صاحب کارگاه ریسندگی بود و او از شش سالگی در آنجا کار کرده است. موسوی در ۲۳ سالگی ازدواج کرد و دو فرزند پسر دارد. او گفته که مدرک داوری فوتبال و تجربه مربی‌گری دارد، اما به دلیل «استرس شدید» نمی‌تواند بازی‌های تیم ملی فوتبال را تماشا کند.
وی در سال ۱۳۵۸ به عضویت ارتش جمهوری اسلامی ایران درآمد و از همان سال تحصیل در دانشکده افسری نیروی زمینی ارتش را آغاز کرد. او پس از پایان جنگ و در سال ۱۳۷۶ دوره دافوس را طی نمود و دوره نظری دکتری مدیریت دفاعی را نیز در دانشگاه عالی دفاع ملی به پایان رساند. وی از شهریور ۱۳۸۴ تا تیر ۱۳۹۵ جانشین فرمانده کل ارتش بود و با حفظ سِمَت، ریاست مرکز مطالعات راهبردی آجا را برعهده داشت. او همچنین تا پیش از سال ۱۳۸۴ معاونت طرح و برنامه و نیز معاونت آموزش نیروی زمینی ارتش را در سوابق خود داراست. موسوی در سال ۱۳۹۵ به ستاد کل نیروهای مسلح منتقل شد و تا سال ۱۳۹۶ برای مدت بیش از یک سال، جانشینی رئیس ستاد کل نیروهای مسلح را برعهده داشت.

## فعالیت نظامی

### جنگ ایران و عراق
موسوی در جنگ ایران و عراق ابتدا به منطقه کردستان اعزام شد و در لشکر ۲۸ کردستان، در جبهه‌های جنگ غرب حضور پیدا کرد، سپس به گروه ۳۳ توپخانه نیروی زمینی ارتش پیوست و در جبهه‌های خوزستان فعالیت نمود. وی در عملیات‌های والفجر ۴، والفجر ۹، بیت‌المقدس ۵، قادر، نصر و چندین عملیات دیگر حضور داشت و در مجموع سابقه ۹۶ ماه فعالیت در جنگ ایران و عراق را در سوابق خود داراست.

### فرماندهی کل ارتش
موسوی طی حکمی از سوی سید علی خامنه‌ای، رهبر جمهوری اسلامی ایران، در ۳۰ مرداد ۱۳۹۶ با ارتقاء از درجه سرتیپی به سرلشکری، به سمت فرمانده کل ارتش جمهوری اسلامی ایران منصوب و جایگزین عطاءالله صالحی شد. وی پیش از فرماندهی کل ارتش، به مدت حدود یک‌سال جانشینی ریاست ستاد کل نیروهای مسلح را برعهده داشت.
در ۷ خرداد ۱۳۹۸، خامنه‌ای موسوی را با حفظ سمت فرماندهی کل ارتش، به عنوان فرمانده قرارگاه پدافند هوایی خاتم‌الانبیا منصوب کرد.
در ۲۳ خرداد ۱۴۰۴ پس از ترور سرلشکر محمد باقری توسط اسرائیل، موسوی به‌عنوان رئیس ستاد کل نیروهای مسلح جمهوری اسلامی ایران انتخاب شد. این جایگاه همواره در اختیار فرماندهان سپاه بود، اما برای نخستین بار به یک فرمانده ارتش واگذار شد. امیر حاتمی جانشین او به‌عنوان فرمانده کل ارتش شد.

## مواضع سیاسی
موسوی در مصاحبه‌ای با شبکه خبر جمهوری اسلامی ایران و در برنامه بدون تعارف بیان کرد که بزرگ‌ترین آرمان و آرزویش که شب و روز به آن می‌اندیشد، نابودی اسرائیل است. وی همچنین در فرودین ۱۳۹۷ در جایگاه فرماندهی کل ارتش، در ستاد مرکزی راهیان نور، سخنانی بر ضد اسرائیل و ایالات متحده آمریکا بیان کرد:
ما خواهیم توانست با قدرت دوران دفاع مقدس و اقبالی که مردم به راهیان نور و مناطق دوران دفاع مقدس و آموزه‌های دفاع مقدس دارند، آمریکا را در اریکه قدرتش سرکوب کنیم و عمر رژیم صهیونیستی را ان‌شاءالله کمتر از ۲۵ سال تمام خواهیم کرد.

## سوابق
- فرمانده دانشگاه افسری امام علی

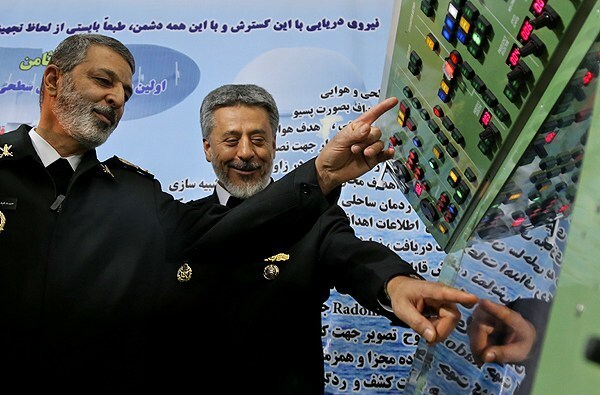
موسوی و حبیب‌الله سیاری در رونمایی از سامانه‌های نیروی دریایی ارتش جمهوری اسلامی ایران، آذر ۱۳۹۳

- فرمانده قرارگاه منطقه‌ای شمال‌شرق نزاجا
- معاون آموزش نیروی زمینی ارتش
- معاون طرح و برنامه نیروی زمینی ارتش
- رئیس اداره عملیات ارتش
- رئیس ستاد مشترک ارتش جمهوری اسلامی ایران
- جانشین فرمانده کل ارتش
- رئیس مرکز مطالعات راهبردی آجا
- جانشین رئیس ستاد کل نیروی‌های مسلح
- فرمانده کل ارتش

## جایزه‌ها و نشان‌های افتخار
این بخش شامل نشان‌ها و جایزه‌های رسمی عبدالرحیم موسوی است، که بر روی لباس همسان او نصب می‌شود، ولی جایزه‌های غیرنظامی و غیررسمی را در برنخواهد داشت.

### آرم‌ها
| آرم‌های سینه             |                       |
| آجا                     | چتربازی درجه سه       |
| دانشگاه فرماندهی و ستاد | دانشگاه عالی دفاع ملی |
| نشان فداکاری ارتش       |                       |

| آرم‌های بازو     |      |
| ستاد مشترک ارتش | رنجر |

### نوار نشان‌ها
|  |  |  |
|  |  |  |
|  |  |  |
|  |  |  |

### نام نشان‌ها
| نشان جهاد              | نشان وفاداری | نشان فتح درجه یک    |
| نشان ورزش              | نشان ایثار   | نشان دانش           |
| دوره سوم دانشگاه افسری | دوره دافوس   | دوره علوم استراتژیک |
| دوره دوم دانشگاه افسری | دوره مقدماتی | دوره عالی           |